# اعتلال الأعصاب الشللي العيني المؤلم المتكرر
اعتلال الأعصاب العيني المؤلم المتكرر (RPON)، وعُرف سابقًا باسم الشقيقة الشالة للعين، هو اضطراب عصبي نادر يتميز بنوبات صداع متكررة وخزل في الجانب الموافق في واحد أو أكثر من الأعصاب القحفية العينية. يعد العصب المحرك للعين (العصب القحفي الثالث) أكثر الأعصاب القحفية إصابة باعتلال الأعصاب الشللي العيني المؤلم المتكرر، وأُبلغ أيضًا عن إصابة العصب المُبعد (السادس) والعصب البكري (الرابع). على الصعيد العالمي، قُدر معدل حدوث اعتلال الأعصاب الشللي العيني المؤلم المتكرر سنويًا بنحو 0.7 لكل مليون حتى عام 1990، ولم تجرَ المزيد من الدراسات الوبائية. يصيب المرض الأطفال والنساء بتواتر أكبر.
تعد أسباب اعتلال الأعصاب الشللي العيني المؤلم المتكرر غير معروفة نظرًا لندرة المرض، ولكن وُضعت العديد من النظريات المحتملة منها آليتا الشقيقة والاعتلال العصبي. يعتمد التشخيص على الفحص البدني والتصوير بالرنين المغناطيسي واستبعاد الأسباب المحتملة الأخرى. لا توجد حاليًا إرشادات علاجية مبنية على الأدلة لمرض اعتلال الأعصاب الشللي العيني المؤلم المتكرر، ولكن تشمل الأدوية الأكثر استخدامًا لتدبيره الستيروئيدات القشرية التي أثبتت فعاليتها في تخفيف الأعراض. يمكن استخدام علاجات أخرى لدى الأشخاص الذين لم يبدوا استجابة للستيروئيدات، مثل الأدوية المضادة للشقيقة وحقن ذيفان السجقية وجراحة الحول. يمكن استخدام العديد من الأدوية للوقاية مثل حاصرات قنوات الكالسيوم. لم يثبت أي علاج من العلاجات المذكورة فعالية دائمة. يتمتع اعتلال الأعصاب الشللي العيني المؤلم المتكرر بإنذار عام جيد لكونه محددًا لذاته، ولكن قد يتراكم الضرر العصبي الدائم نتيجة النوبات المتكررة.

## العلامات والأعراض
تضم الأعراض النموذجية لاعتلال الأعصاب الشللي العيني المؤلم المتكرر الصداع المتكرر وخزل العضلات الخارجية للعين (شلل العين) في الجهة الموافقة، وهي العضلات المسؤولة عن التحكم في حركات العين. تختلف شدة الألم ومدة الأعراض وتكرار النوبات بين الأفراد المصابين بهذا المرض، ويعتمد ذلك أيضًا على العلاج الذي يتلقونه. تحدث هجمات اعتلال الأعصاب الشللي العيني المؤلم المتكرر عادة في نفس الجانب من الرأس في النوبات اللاحقة.

### الصداع
تعد الشقيقة أكثر أنواع الصداع شيوعًا، وتترافق عادة مع أعراض مثل الغثيان أو الإقياء أو رهاب الضوء أو رهاب الصوت. قد يحدث اعتلال الأعصاب الشللي العيني المؤلم المتكرر دون صداع شقيقي بتواتر أقل وقد لا يترافق مع أعراض الشقيقة التقليدية. يمكن أن يتراوح تواتر نوبات الصداع من عدة مرات في الشهر إلى مرة واحدة في عدة سنوات، وتتفاوت المدة من عدة أيام إلى أسبوع، أي أنها تستمر لفترة أطول من الشقيقة النموذجية.

### شلل العين
يحدث شلل العين عادةً إما بالتزامن مع بدء الصداع أو خلال أسبوع واحد منه، ويعد ظهوره بعد أكثر من أسبوعين أقل شيوعًا. يعتمد المظهر العيني لاعتلال الأعصاب الشللي العيني المؤلم المتكرر على العصب القحفي العيني المصاب. يُصاب العصب القحفي الثالث في الغالبية العظمى من الحالات، ولكن أُبلغ أيضًا عن إصابة العصبين السادس والرابع في الدراسات. تشمل العلامات العينية النموذجية التي تتضمن العصب الثالث انحراف العين للخارج وللأسفل (الحول)، وصعوبة التحكم في حركات العين نحو الداخل والأعلى، وتدلي الجفن (تدلي الجفون) والرؤية المزدوجة. يمكن أيضًا ملاحظة اتساع حدقة العين (توسع حدقة العين) وانخفاض منعكسات الحدقة الضوئية، إذ تتأثر الألياف الحركية للحدقة أيضًا بشلل العصب الثالث. تتأثر حركة العين الجانبية في الحالات النادرة التي تتضمن شلل العصب المبعد، في حين يؤثر شلل العصب البكري على الحركة العمودية للعين. على غرار الصداع، يزول شلل العين تدريجيًا زوالًا تامًا بمرور الوقت، ولكن قد يبقى الشفاء غير مكتمل بعد عدة نوبات.

## التشخيص

### معايير التشخيص
لتشخيص الإصابة باعتلال الأعصاب الشللي العيني المؤلم المتكرر، يجب أن يعاني الشخص من نوبتي صداع وحيد الجانب مع شلل العصب القحفي العيني الموافق والذي لا يمكن تفسيره بالأسباب الأخرى المذكورة في التصنيف الدولي لاضطرابات الصداع بعد الفحص.

### الاختبارات التشخيصية
يشخص اعتلال الأعصاب الشللي العيني المؤلم المتكرر بالاستبعاد، أي أنه يجب استبعاد الحالات الأخرى ذات الأعراض السريرية المماثلة، مثل الأسباب الوعائية والالتهابية والورمية والإنتانية قبل تأكيد تشخيص المرض. يُجرى الفحص البدني وتصوير الأعصاب والتحاليل المخبرية روتينيًا في الممارسة السريرية لتقييم المرض.

#### الفحص البدني
بعد الحصول على السوابق الطبية للأشخاص الذين يشتبه في إصابتهم باعتلال الأعصاب الشللي العيني المؤلم المتكرر، يُجرى فحص شامل للعين وفحص عصبي عادةً لتقييم مدى العجز العصبي، وتحديد مناطق الدماغ المصابة، واستبعاد الأسباب المحتملة الأخرى للأعراض. تشمل الفحوصات تقييمات حدة البصر وحركات العين والاستقامة واستجابات الحدقة والحالة العقلية.

#### التصوير العصبي
يعد التصوير بالرنين المغناطيسي المعزز بالمادة الظليلة أداة تشخيصية يمكن أن تسهل تمييز اعتلال الأعصاب الشللي العيني المؤلم المتكرر عن الأمراض الأخرى. يظهر التعزيز العابر والعكوس أو سماكة العصب الحركي العيني، ويمكن ملاحظته في فحوصات التصوير بالرنين المغناطيسي لدى نسبة صغيرة من الأفراد المصابين أثناء الهجمات الحادة، ويعد سمة مميزة لاعتلال الأعصاب الشللي العيني المؤلم المتكرر. يختفي تعزيز العصب القحفي الناتج عن اعتلال الأعصاب الشللي العيني المؤلم المتكرر تدريجيًا مع تراجع الأعراض بعد حدوث نوبة، ولكن من النادر رؤية الظهور العفوي لتعزيز الأعصاب في الأورام (مثل الورم الشفاني) والأمراض الالتهابية والمعدية. قد تكشف نتائج التصوير بالرنين المغناطيسي المعزز بالمادة الظليلة مكان التهاب الأعصاب لتشخيص المرض. تشترك متلازمة تولوزا هنت (تي إتش إس) واعتلال الأعصاب الشللي العيني المؤلم المتكرر في العديد من الميزات السريرية، يمكن تمييز المتلازمة بوجود التهاب حبيبي في الجيب الكهفي أو الشق العلوي للحجاج أو الحجاج نفسه عند التصوير بالرنين المغناطيسي.
يمكن استخدام تصوير الأوعية بالرنين المغناطيسي (إم آر أيه) أو تصوير الأوعية المقطعي المبرمج (سي تي أيه) لفحص الأوعية الدموية الدماغية واستبعاد تشوهات الأوعية الدموية، مثل أمهات الدم. في الحالات التي تكون فيها الآفات الوعائية داخل الجمجمة على سبيل المثال، لا يمكن استبعاد النزف تحت العنكبوتية تمامًا بعد إجراء نوعي التصوير، وقد يلجأ الأطباء إلى استخدام التصوير التقليدي للأوعية الدموية بالطرح الرقمي (دي إس أيه) لإجراء فحص أكثر تفصيلًا.

#### التحاليل المخبرية
يمكن إجراء البزل القطني واختبارات الدم لدى المصابين باعتلال الأعصاب الشللي العيني المؤلم المتكرر لتحديد الأسباب المحتملة الأخرى لاعتلال الأعصاب القحفي، مثل مرض السكري والأمراض الالتهابية والإنتانات والأورام والأمراض الجهازية الأخرى التي تشمل الجهاز العصبي المركزي أو الجهاز العصبي المحيطي. تشير النتائج الشاذة لهذه الاختبارات إلى ضآلة احتمال أن يكون اعتلال الأعصاب الشللي العيني المؤلم المتكرر السبب وراء اعتلال الأعصاب القحفية، ويجب إجراء المزيد من الاختبارات التشخيصية لمعرفة المرض المسبب.